# Rivière à Claude
Rivière à Claude är ett vattendrag i Kanada.   Det ligger i provinsen Québec, i den östra delen av landet, 800 km nordost om huvudstaden Ottawa.
I omgivningarna runt Rivière à Claude växer i huvudsak blandskog. Trakten runt Rivière à Claude är nära nog obefolkad, med mindre än två invånare per kvadratkilometer.